# Pseudogalleria
Pseudogalleria là một chi bướm đêm thuộc phân họ Olethreutinae, họ Tortricidae Tortricidae.

## Các loài
- Procoronis swinhoeiana (Walsingham, in Swinhoe, 1890)